# Tea Albini
Tea Albini (Florence, 23 octobre 1950) est une femme politique italienne.

## Biographie
Elle est députée de la circonscription Toscane durant les XVIe et XVIIe législatures de la République italienne pour le Parti démocrate.